# 刺毛臂形草
刺毛臂形草（学名：Brachiaria subquadripara var. setulosa）为禾本科臂形草属下的一个变种。